# エリック・サトウ
エリック・アンソニー・サトウ（Eric Anthony Sato, 1966年5月5日 - ）は、アメリカ合衆国の男子バレーボール選手、ビーチバレー選手。カリフォルニア州ロサンゼルス郡サンタモニカ出身。元バレーボールアメリカ合衆国男子代表。
日系アメリカ人四世である。サンタモニカ高等学校卒。

## 来歴
1986年にアメリカ代表に選出され、22歳で出場した1988年ソウルオリンピックで金メダル、1992年バルセロナオリンピックでは銅メダルを獲得した。2005年にはカリフォルニア州立大学のバレーボール部の監督に選ばれた。
姉のリアン・サトウもバレーボール選手であり1988年と1992年のオリンピックに出場している。
また、兄のゲーリー・サトウもアメリカの男子バレーボールナショナルチームのアシスタントコーチを務めたこともあった。（1985年のワールドカップでは、監督の帰国により臨時で監督を務めた。）

## 解説
主に、各セットの中盤～終盤にピンチサーバーとして登場（ローテーションが前衛に来ると交代）。レシーブのスペシャリストとして起用された。活躍時期はまだリベロ制が導入されていなかった。

## 球歴
- オリンピック - 1988年（金メダル）、1992年（銅メダル）
- 世界選手権 - 1986年（金メダル）